# لن أعترف (فلم)
لن أعترف هو فيلم جريمة تم إنتاجه في مصر وصدر في سنة 1961. الفيلم من إخراج كمال الشيخ.

## بطولة
- فاتن حمامة
- أحمد مظهر
- أحمد رمزي

## روابط خارجية
- مقالات تستعمل روابط فنية بلا صلة مع ويكي بيانات